# Montalt

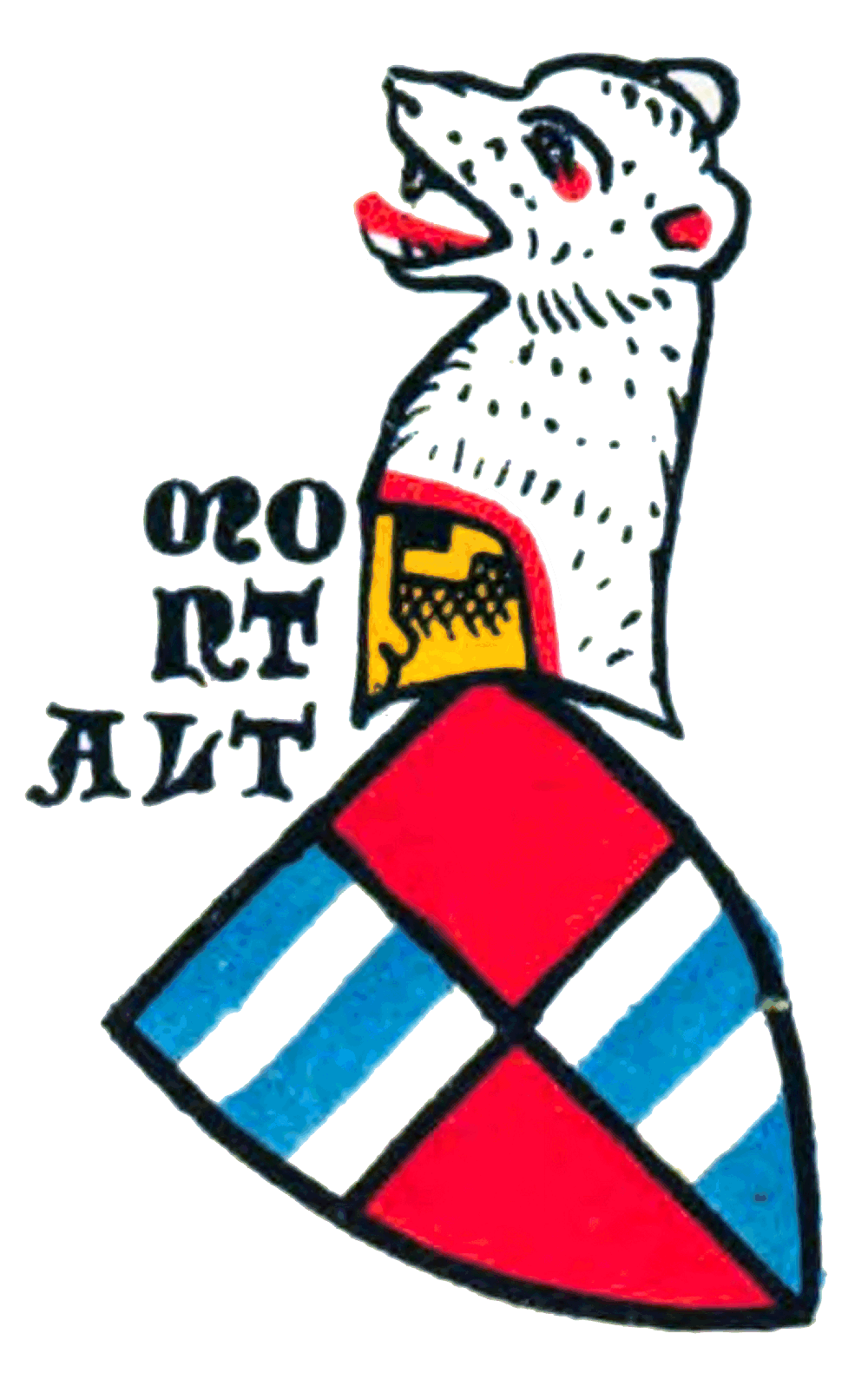
Wappen derer von Montalt in der Zürcher Wappenrolle

Die Montalt, auch Muntalt, sind eine Adelsfamilie des 12. bis 14. Jahrhunderts aus dem Gebiet des heutigen Kantons Graubünden in der Schweiz mit den Burgen Muntalt  bei Riein und Löwenberg.
Die Familie ist offenbar identisch mit den 1160 und 1258 belegten Löwenbergern. Ihr Besitz konzentrierte sich zu Riein, Pitasch, Sevgein, Degen und Schluein. Das Geschlecht ist erstmals mit Walter († 1252), Vater Simons I. (erwähnt 1209 bis 1262), belegt. Letzterer war 1255 an der Seite der Freiherren von Belmont und von Rhäzüns an der Fehde gegen den Bischof von Chur beteiligt. Simon II., 1333 bis 1351 erwähnt, errichtete eine reiche Seelenstiftung in der Mariakirche von Sagogn. Der 1333 bis 1376 erwähnte Heinrich und Simon II., die letzten männlichen Vertreter des Geschlechts, erbten über ihre Mutter Margarethe von Grünenfels die Burg Grünenfels mit Schlans. Nach Verkäufen an die Grafen von Werdenberg-Sargans veräusserte die 1378 bis 1782 erwähnte Elisabeth, Tochter des letztgenannten Simon, 1378 auch den Erbteil ihres Onkels Heinrich an die Freiherren von Rhäzüns.